# Leon Robinson
Leon Robinson' (New York, 8 maart 1962) is een Amerikaans acteur en zanger. Zijn artiestennaam is enkel Leon.

## Biografie
Hij begon zijn acteercarrière in de jaren tachtig. Zijn meest bekende rol is die van David Ruffin in de film The Temptations. Hij speelde ook de rol van Derice Bannock in de film Cool Runnings uit 1993. Hij is ook leadzanger bij de band Leon and the Peoples. 
- Biblioteca Nacional de España: XX1104640
- Bibliothèque nationale de France: cb14198523q (data)
- Gemeinsame Normdatei: 1023662604
- International Standard Name Identifier: 0000 0001 1477 3686
- Library of Congress Control Number: nr98029404
- Virtual International Authority File: 90661333
- WorldCat: E39PBJh4yPmcBDr6gHQqpFXw4q